# 服部真由子
服部 真由子（はっとり まゆこ、1984年2月21日 -）は、日本の放送作家。
愛知県名古屋市出身。血液型はAB型。愛知淑徳大学現代社会学部卒。

## 略歴
- テレビ制作会社で1年程、アシスタントディレクター業務を経験。行列のできる法律相談所を担当していた。
- 大学在学中、FM AICHIのラジオ番組パワー・ミックスでDJアシスタントとして出演していた。
- 三児の母として、子供番組の立ち上げ・母親の視点からのプロジェクトに多数携わる。

## 担当番組
- ヒルナンデス!
- 出没!アド街ック天国
- スッキリ
- サラメシ
- AbemaPrime
- ハワイに恋して
- ヒューマニエンス～４０億年のたくらみ～
- ミュージカル情報番組『プリンスロード』
- ミュージカル情報＆作品の情報番組『歌劇のプリンシパル』
- 今田耕司ヒットの世界　東大生が通販してみた‼
- 坂上くんが試してみた‼通販　家事スクール

## 過去の担当番組
- 美と若さの新常識〜カラダのヒミツ〜（NHK BSプレミアム、2017年4月6日 - ）
- たしなみLady
- 春風亭昇太の少年時代工房
- 未来世紀ジパング
- コドンパミン
- 真実の裁判ファイル（ドラマ脚本）
- めざましてれび
- めざましどようび
- ひょうたんからコトバ
- クイズモンスター
- 祝女
- BeeTV　美容の噂のウソ?ホント!?
- BeeTV　新垣結衣の女子旅inHawaii
- 検定ジャポン
- 間違いだらけ!?健康ジョーシキ
- 宿で会いましょう
- 心ゆさぶれ!先輩ROCK YOU
- はじめて記念日
- 知りたがり!
- タビノイロ。～旅美人への手紙～
- ママモコモてれび
- ディズニーリゾートゴクトク10
- カンバン娘TV
- 伍代夏子&香西かおりの市場旅
- 坂本冬美&藤あや子の伊勢志摩ふたり旅
- 堺正章70歳になりました。かまやつ＆井上順とたどる青春
- 極上オトナHAWAII